# Scutiger bhutanensis
Scutiger bhutanensis là một loài ếch thuộc họ Megophryidae.
Đây là loài đặc hữu của Bhutan.
Môi trường sống tự nhiên của chúng là sông ngòi.